# The Isle
The Isle és un joc de simulació de supervivència multijugador d’accés anticipat exclusivament d’ordinador per una de les plataformes de compra de videojocs més famoses, Steam. El joc es del gènere món obert i es un joc del desenvolupador Afterthought LLC. I creat per “Dondi”. L'objectiu és fer sentir al jugador com un dinosaure. Abunden activitats com caçar, menjar, beure, lluitar.
Compta amb 3 maneres de joc diferents i amb un total de 40.000 ressenyes molt positives a Steam en 2021 aproximadament.
Aquestes són les etiquetes que defineixen aquest joc en Steam: Dinosaures, Survival, Món Obert, Indie, Multijugador massiu
El 19 de juny de 2020 va sortir aquesta nova versió anomenada “Evrima”. La Legacy es la primera versió del joc, per això es va llençar en el mateix dia que el propi joc va ser anunciat. El 1 desembre de 2015.

## Argument
El videojoc consisteix en el fet que estàs en una illa i hauràs de sobreviviure en un món ple de perills, dinosaures més grans que et voldran atacar, altres de més petits però més nombrosos. Explores vasts paisatges de bosc dens i planes obertes, travesses muntanyes i pantans. Aigües poc o molt profundes en les que s'amaguen perills. Hauràs de preparar una estratègia sol o amb companyia si vols sobreviure en aquest món inesperat en el qual poden estar fins a 100 jugadors per servidor. Caçar, menjar, protegir als teus. Estar sempre alerta. Créixer, ser cuidat o cuidar als altres. Posts ser el líder d'una rajada o ser un nadó acabat de néixer que necessita protecció en el perillós món dels dinosaures.

## Mòdes de Joc
El mòde de joc principal de The Isle és survival, una experiència tensa i difícil en què necessites créixer ràpid o formar rajades per ser menys vulnerable. Els dinosaures en la manera supervivència avancen a través de diverses etapes de la vida, començant petits i vulnerables fins a grans i forts. Fes servir la teva habilitat olfactiva, visió nocturna i altres per sobreviure el temps suficient per créixer, tornar-te més poderós i desbloquejar noves habilitats com formar una família